# لوبا
قومية لوبا (珞巴) هي أصغر القوميات المعترف بها رسمياً في الصين حيث يقدر عدد أفرادها المقيمين في البلاد بثلاثة آلاف نسمة. ويتركز انتشار أبناؤها في جنوب شرقي إقليم التبت. ويتكلم اللوبيون القاطنون في شمال محافظة موتو اللغة التبتية، بينما يتكلم باقي أقرانهم لغتهم اللوبية الخاصة وهي فرع من فروع اللغات البورمية والتبتية من العائلة اللغوية الهانية والتبتية، وهناك اختلاف في اللهجات بين أبناء هذه القومية بحسب مناطق عيشهم. كلمة لوبا تعني باللغة التبتية "السكان الجنوبيون"، وقبل قيام الصين الحديثة عام 1949 كان اللوبيين يستعملون طريقة الحبل لأجل الكتابة وسرعان مابدؤوا يستعملون الأحرف الصينية المعتمدة.